# Оливера Ћирковић
Оливера Оља Ћирковић (Београд, 3. септембар 1969) је српска списатељица, сликарка, бивша кошаркашица, као и бивша осуђеница и чланица међународне организоване криминалне групе Пинк Пантери.
Кошарком је почела да се бави са својих 10 година, а први професионални уговор потписује са 18 година. Већи део каријере је провела у грчкој кошарци, а између осталог наступала је за Вождовац, Црвену звезду, Јединство из Тузле, Студент из Ваљева, Паграти из Атине, „словеначком Цељу”. Архивирано из оригинала 20. 05. 2019. г. Приступљено 15. 05. 2019. и каријеру завршава у Црвеној звезди. Након завршетка кошаркашке каријере, преузела је функцију спортског директора Црвене звезде.
Након коначног изласка из спорта, Оливера је почела из хобија да се бави продајом бунди и маркиране одеће у Београду. Пошто је роба коју је продавала била сумњивог порекла, њен хоби је био на ивици закона. Овим послом је почела да улази у криминал. Први пут је ухапшена на Криту 2006. године, где је била организатор пљачке златаре. Због овог злочина је провела у затвору две и по године. Након изласка из затвора наставила је са својим криминалним пословима, углавном пљачкама златара. Следећи пут је ухапшена у марту 2012. године приликом припреме крађе. Већ у јулу исте године улази у историју као једина жена која је успела да побегне из грчког затвора. Сам чин бежања из затвора наишао је на велику подршку, како самих затвореника и затвореница у затворима, тако и од целокупне јавности. Током њихових пљачки није било повређених нити рањених, због чега је у јавности добијала надимке попут "Амазонка", "Жена змај", "Краљица" и слично. У септембру исте године поново је ухапшена и добија казну од тридесет две и по године затвора. Након бројних апелационих судова пуштена је у августу 2017. године.
Током свог боравка у затвору открива свој сликарски таленат, који јој касније помаже приликом бекства из затвора. Грчко правосуђе је направило преседан и током једног од њених боравака додељена јој је награда због њеног осликавања затвора. Такође у затвору је написала и две аутобиографске књиге. Пинк Пантер- Моја затворска исповест која је издата 2016. године и Ја, Пинк Пантер: Исповест, издата 2018. године. Из брака са својим бившим мужем Срећком Ћирковићем има сина Николу.

## Кошаркашка каријера
Кошарком почиње да се бави са 10 година у омладинским категоријама женског кошаркашког клуба Вождовац. Са 18. година потписала је први професионални уговор са Црвеном звездом. Наступала је и за женску кошаркашку репрезентацију Југославије до 18 година. Године 1988. је освојила бронзану медаљу на Европском првенству у Бугарској.
Године 1989. потписује уговор са Јединством из Тузле. Уговор који је потписала имао је велику вредност, тадашња управа и савез водили су рачуна о својим играчима. Након годину дана прелази у клуб Студент из Ваљева, што сматра најбољим потезом у каријери. У овом клубу тренер јој је био Зоран Ковачевић. Добрим партијама за Студент приметили су је бројни европски клубови.
Највеће интересовање је показао Атински Паграти и године 1992. она одлази на пробу. Показала се као одлично појачање и већ у својој првој сезони проглашена је најбољим стрелцем првенства, као и најбољим странцем. Након рођења сина Николе 1997. године, прави шестомесечну паузу у својој каријери. Паграти се у тим тренуцима борио за опстанак у домаћој лиги, повратком Оливере изборили су опстанак, због чега је добила велико поштовање људи из клуба и саме Грчке јавности.
По истеку уговора, прелази у словеначки клуб Цеље. Након једне сезоне прелази у Црвену звезду, где тренира самостално, без уговора. Године 2000. одлучује да заврши кошаркашку каријеру. Исте године добија и понуду да постане спортски директор клуба, коју нерадо прихвата, али улаже велике напоре да би клуб напредовао и чак се одриче плате. Убрзо је схватила да јој овај посао не одговара и званично се повлачи из спорта.

## Криминална каријера

### Почетак криминалне каријере
Пред крај кошаркашке каријере, Оливера почиње из хобија да се бави продајом маркиране гардеробе и бунди. Иако је роба стизала из разних нелегалних извора (углавном из Грчке и Турске), њени купци су били познати музичари, уметници, политичари, спортисти. Како се посао развијао, она је све дубље улазила у криминал. Након неколико година и сама је почела да учествује у крађама. Није учествовала као директни извршилац, већ као организатор. Она је организовала на којим ће се местима обављати пљачке и где ће се склањати плен, док су искусни и истренирани људи, који су радили за њу извршавали дела. Углавном је новац од пљачки улагала у куповину станова и аутомобила.
Тренутак када је први пут имала додира са законом догодио се 2006. године. Током једне пљачке на Криту, где је она са својим пријатељем и још двојицом плаћених момака пљачкала златару. Након успешно обављене пљачке идеја је била да она и њен пријатељ иду кроз град, док ће 2 плаћеника ићи обилазним путем. Током рутинске контроле полиције, у њеном ауту нађен је алат за пљачку (пајсер), који је њен пријатељ заборавио да склони. С обзиром да је на алату била цена и место где је купљено, али и због њеног препознатљивог изгледа, полиција је дошла до доказа да су они починиоци. Обоје су завршили у Критском затвору "Неаполи" . Због конфликта са једном од затвореница, врло брзо је избачена из овог затвора, на шта она бурно реагује и приликом премештаја вређа чуваре и остале затворенике. Пребачена је у највећи женски затвор Коридалос у Атини. Укупно у оба затвора проводи две и по године. Боравак и третман над затвореницима је изазвао огорчење код Оливере и она почиње организованије да ради, улазећи све дубље у криминал.

### Други боравак у затвору и бекство
Током припрема за једну од организованих пљачки у марту 2012. године Оливера је ухапшена у свом стану. Откривено је да је већ служила затворску казну и повезана је са још неколико нерешених случајева. Мит о групи "Пинк Пантери", којој је Интерпол доделио ово име, је већ постао познат у јавности.
Смештена је у слабије чуван женски затвор. Током боравка у овом, али и претходном затвору она је открила свој сликарски таленат. Управница је приметила да се она бави сликањем и била је одушевљена. Понудила јој је да ослика њену канцеларију, која се налазила у близини излаза из затвора. Оливера је у то време планирала да побегне из затвора. Временом како су њене слике напредовале и она је стицала поверење самих стражара и управних органа затвора. Једном приликом је замолила управницу да јој њен пријатељ донесе акварел боје, јер се он разуме у то и само их он може наћи. Испричала је стражаркама да се момак бави фудбалом и моделингом, те су се оне опустиле и видевши га, стекао је њихове симпатије. Његов први долазак је био само припрема за коначно Оливерино бекство. У међувремену она стиче још веће поверење стражара, као да је нису сматрали за затвореницу. Коначан чин Оливериног бекства догодио се 12. јула 2012. године око 5 часова поподне. Њен пријатељ је поново дошао у посету и на самом улазу га је заједно са Оливером, сачекала само главна стражарка, односно управница затвора. Он ју је на Оливерин знак ударио, за шта је она у том тренутку помислила да је бомба и узвикнула је "Бомба!" . Нико од стражара у том тренутку није помислио да је неко побегао. Они су затим без икаквог страха и непримећени отишли на моторе, на којима су била још два момка, који су јој помагали у бекству. Због велике концентрације људи у оквиру тог затвора они су неприметно на моторима изашли. Пошто је Атина град са скоро 4 милиона становника, она је самим изласком већ била безбедна. Након неколико дана отишла је за Србију, илегално, шумама преко Црне Горе и Македоније. Грчка је расписала међународну потерницу, а због чињенице да Србија није имала тада полицијски уговор о сарадњи са Грчком, она је у Србији била безбедна.

### Повратак у Грчку
Након само месец и по дана, Оливера се поново враћа криминалним пословима. После једне успешно изведене пљачке, она је са делом своје екипе ухапшена. У први мах нису знали ко је она, али узимањем њених отисака је утврђено. Одмах су позвали специјалну антитерористичку јединицу, која ју је касније водила на свако суђење. Због њене богате криминалне прошлости, као и због бега из затвора, увидели су да је она заправо опаснија него што су мислили до тог тренутка. Смештена је у затвор са максималним обезбеђењем. Тај затвор је био Елеонас Тива, где је смештена у А блок. Оливери, као и целој криминалној групи приписана су дела, осим оних извршених, за која полиција није имала конкретних доказа да су њихова. Након првог суђења добија тридесет две и по године затвора (осуђена је за организовани криминал и разбојништво). Једина олакшавајућа околност је била подршка грчке јавности, као и њеног бившег клуба Паграти, који до самог краја нису могли да прихвате да је Оливера окорели криминалац. Оливера је у овом затвору била повратница и у њему је имала доста пријатеља (обичних и политичких затвореника). Тамо се налази њена пријатељица Арети, ћерка бившег грчког министра, која је због хапшења свога оца, такође оптужена. Мало по мало, она је поново почела да слика у затвору. Својом упорношћу и подршком целокупне јавности казна јој је смањивана на апелационим судовима. У августу 2017. године, након пет и по година боравка у затвору, Оливера је ослобођена једног дела оптужнице и пуштена је на слободу. Истог месеца је испоручена у Србију и одређена је забрана уласка у Грчку на неко време.

## Приватни живот
Рођена је у Београду 1969. године, где је завршила основну и средњу школу. Од 1992. године живела је у Грчкој, где је упознала свог супруга Срећка Ћирковића из Ваљева. Венчали су се 2. јуна 1997. године и добили сина Николу. Са криминалом се сусрела још као професионална кошаркашица. Три пута је завршавала у затвору, са укупним стажом од 7 и по година робије. Веома је била популарна у грчкој јавности и сви су били шокирани када је први пут ухапшена 2006. године. Чак је и руководство њеног бившег клуба помагало у смањивању казне и добијању разних олакшица. Била је једна од ретких затвореница којој су Грчке власти доделиле награду, због сликарског рада. Током боравка у затвору, спознала је свој таленат за писањем и као плод тога издала две књиге. Први интервју дала је 2016. године док је још била у затвору. Директор затвора је дозволио да у опуштеној атмосфери даје интервју за српске медије. Изласком 2. књиге јавност се поприлично заинтересовала за њен живот и она је гостовала у великом броју емисија. Тренутно се бави сликањем, промовисањем свог књижевног рада, као и пропагирањем нормалног начина живота, указујући на свом погрешном примеру.